# San Sebastian (1695)
Il San Sebastian fu un vascello di linea veneziano da 70 cannoni, appartenente alla prima serie della Classe San Lorenzo Giustinian, che prestò servizio nella Armada tra il 1695 e il 1697.

## Storia
Ordinato dal Senato della Repubblica il 9 giugno 1694, il vascello di primo rango San Sebastian fu impostato in uno degli squeri coperti dell'arsenale di Venezia sotto la direzione di Antonio Filletto o Stefano Conti. L'unità, costruita in setti mesi insieme alla Iride, venne varata il  28 agosto 1695, ed entrò in servizio nell'Armata Grossa nell'ottobre dello stesso anno al comando del capitano Gregorio Calucci, già comandante del vascello di secondo rango da 54 cannoni Fama Volante. La poppa del San Sebastian apparve da subito eccessivamente arcuata, rispondente però alle richieste dei Provveditorie  dei Patroni dell'Arsenale, mentre i quattro portelli dei cannoni di poppa risultarono troppo vicini e quelli della santabarbara troppo bassi. La spesa per lo scafo e le attrezzature del San Sebastian risultò di 53.700 ducati, che superavano i 60.000 se si considerava il valore dei novecento roveri impiegati.
Per la realizzazione dello scafo il costo della manodopera era di 12.000 ducati, braccioli, stortami e legno dolce per 3.600 ducati, la ferramenta per 6.000 ducati, catrame, resina e altri materiali isolanti per 2.600 ducati. L'alberatura, ricavata dagli abeti rossi del bosco pubblico di Somadida in Val d’Ansiei, sotto Misurina, da cui provenivano tutti gli alberi delle navi pubbliche veneziane incideva per 1.400 ducati, sartiame e gomene
10.900 ducati, le vele 2.500 ducati, le ancore (quattro grandi e una piccola) 2.600 ducati; gli ornamenti 500 ducati. Il costo della sola artiglieria imbarcata a Venezia, 58 cannoni, arrivava a 88.996 ducati.
Calucci mantenne il comando sino al 1697, quando fu sostituito dal capitano Pietro Raicovich. Pietro Rosa, che divenne successivamente Cavaliere di San Marco, in uno scritto indirizzato al Senato della Repubblica segnalò tra le altre cose, come la San Sebastian, avesse i ponti con un eccessivo inarcamento trasversale, che rendeva difficile il rientro dei cannoni per la ricarica e impediva una buona mira.
All'avvio della campagna navale del 1697 il Provveditore Straordinario d'Armata Pietro Grimani aveva diretto personalmente i lavori di raddobbo su 25 unità della flotta, eseguiti a Porto Trapano. Durante le ispezioni alle navi era emerso il fatto che San Sebastian e Tigre, che l'anno precedente non erano state sottoposte a lavori di raddobbo, avessero la carena piana di incrostazioni.
La nave andò persa nel corso della battaglia di Negroponte nella notte tra il 1 e il 2 settembre 1697 al largo di Andro. 
Prima della mezzanotte, dai portelli della santabarbara della San Sebastian fu vista uscire una grande fiammata e la nave, che prestava servizio da circa due anni, saltò in aria portando con se la maggior parte dell'equipaggio. I morti accertati furono 535, tra i quali il governatore di nave Alvise Nani; si salvarono solo un paio di marinai che dormivano sulla coffa dell'albero di trinchetto e qualche altro membro dell'equipaggio che si trovava nel barcone che stava rimorchiando la nave.

### Annotazioni
1. ↑  Nel 1696 fu deciso che le navi appartenenti alla Armata Grossa avrebbero adottato la seguente colorazione: corallo per la prua, i capodibanda, la poppa, le porte dei fanali e gli intagli, rosso per i portelli dei cannoni, e doratura in oro zecchino per il leone a prua e le figure scolpite a poppa. Lo specchio di poppa era quasi sempre dipinto di blu.
2. ↑  Si trattava soprattutto larice e pino di Damasco.
3. ↑  Girolamo 2° Nani di Antonio, detto Alvise (n. 1668), era pronipote di Battista Nani, storico ufficiale della Repubblica e uno dei principali uomini politici veneziani del Seicento.

### Fonti
1. 1 2  http://www.veneziamuseo.it/ARSENAL/schede_arsenal/vascelli.htm.
2. ↑  Threedecks.
3. 1 2  Levi 1896, p. 27.
4. 1 2  Candiani 2009, p. 320.
5. 1 2 3  Candiani 2009, p. 321.
6. 1 2  Candiani 2009, p. 322.
7. ↑  Candiani 2009, p. 347.
8. ↑  Candiani 2009, p. 340.
9. 1 2  Candiani 2009, p. 361.
10. ↑   ASV, Archivio Gradenigo Rio Marin, busta 327, 2.9.1697.
11. 1 2  Candiani 2009, p. 375.